# Reina Leprosa
La Reina Leprosa es una villana ficticia que aparece en los cómics estadounidenses publicados por Marvel Comics. Ella es la líder enmascarada de la Liga Sapien, una organización extremista anti-mutante similar a los  Amigos de la Humanidad.

## Biografía ficticia del personaje

### La hija mutante
La Reina Leprosa estaba en el quinto mes de embarazo de su hija cuando un mutante pasó cerca y su hija comenzó a moverse. Cuando tenía unos pocos meses de edad la niña ya podía crear chispas. A los dos años de edad prendió fuego a su casa lo que causó su muerte y que la cara de su madre fuera quemada. Fue entonces cuando la madre decidió matar a todos los mutantes.

### Diezmados
Al día siguiente del Día M, La Reina Leprosa atacó el  Instituto Xavier con la Liga Sapien. Ella aparece por primera vez atacando a Mammomax,  Erg y  Mirón que fueron corriendo a la mansión de Xavier para salvarse. La Liga Sapien los ató a cruces en forma de X e intentó quemarlos vivos. Fueron detenidos por  Lobezno y  Coloso que habían visto el humo de sus ataques. Después de este fracaso, lideró ella sola un ataque a la mansión. Fue solo por los esfuerzos combinados de los X-Men y el  Escuadrón de Centinelas O * N * E que la Liga Sapien fue detenida. Durante la lucha,  Iceman fue capturado. Cuando la Reina trató de ejecutarlo, la repentina recuperación de sus poderes causó que su brazo se congelase y debió huir, encontrando a Forajida y Mirón en su huida.
Después de seguir a  Polaris y Havok (que han dejado el Instituto en busca de los poderes de Lorna) a Puerto Rico, los miembros de la Liga Sapien fueron atacados por Havok, que detuvo su asalto ante un anciano. Luego llamaron a la Reina, que estaba visitando la tumba de su hija. Ella intentó matar a Havok y Polaris, pero fue frenada por Havok que acababa de matar a DAAP, un alienígena que había aterrizado y tenía un asombroso parecido con Doop, el exmiembro de X-Statix. Los restos del extraterrestre cambiaron y llevaron a Lorna y la Reina a un cercano templo de  Apocalipsis. Apocalipsis encontró excesiva incluso para él la sed de sangre y de venganza de la Reina Leprosa y le negó la oportunidad de convertirse en una de sus jinetes, Pestilencia y dio ese "honor" en cambio a Polaris, dejando a la primera presa en un calabozo.

### Purificadores
No se sabe cómo ella finalmente escapó, pero más tarde se reveló que junto a otros prominentes líderes anti-mutantes, había sido reclutada por la fuerza en las filas de los Purificadores. Ella se salvó antes de ser ejecutada en la silla eléctrica por el asesinato de dos niñas en Guatemala e infectadas con el Virus Transmode por  Bastion, teniendo la cabeza y la cara aún más desfiguradas.
En un mitin anti-mutante celebrado en Iowa por los Amigos de la Humanidad, la Reina entregó a la ex Morlock conocida como Hermosa Soñadora a la multitud, donde debido a que le habían inyectado una versión modificada del Virus Legado perdió el control de sus poderes y fue responsable de matar a todos los asistentes a la manifestación y a ella misma, aunque la Reina Leprosa se sentía culpable por la muerte de seres humanos por la causa de Bastion.
Después de un incidente similar en el que el mutante Fuego Febril fue infectado y utilizado para matar a miles de inocentes, más tarde capturó a Tensión, Infernal y Boom Boom, inyectando el mismo virus en Noriko y Julian. Luego envió a ambos a las Naciones Unidas para que corrieran la misma suerte que Bella Durmiente. Mantuvo a Boom Boom viva sólo como medida de precaución, sabiendo que algún equipo X vendría a detenerla. Mientras daría a X-Force un ultimátum: elegir entre salvar a los adolescentes o a Boom Boom, Cíclope convocó al equipo al obligándolos a viajar en el tiempo. Lobezno se opuso, exigiendo que  Domino disparara a matar a la Reina, pero ya era demasiado tarde y el equipo fue teletransportado hacia el futuro. Boom Boom, dejada en manos de la Reina Leprosa, sería usada para atraer a la X-Force a su ubicación. Desde que Bastion no le permitió suicidarse, ella había planeado que la X-Force la matara mientras salvaban a Boom Boom. Luego dispararía a quemarropa a la chica entre los ojos, matándola antes de afirmar que la X-Force "les había fallado a las dos." En una paradoja temporal, X-23 llegó a este punto tres segundos antes del tiro, disparó a la villana y salvó a Boom Boom. La Reina Leprosa agradecerá a X-23 por matarla y así liberarla de Bastion.

## Poderes y habilidades
La Reina Leprosa tiene gran habilidad con las armas. Ella es también una combatiente experta y ha sido infectada con el Virus Transmode por Bastion.

## Personalidad
Durante el ataque de la Liga Sapien a la Mansión X, ella dice que odia totalmente a los mutantes y que ha estado en muchas cacerías mutantes. Su misión en la vida es matar a todos los mutantes en contrapartida por la muerte de su hija. Ella esconde su rostro quemado con una máscara que levanta justo cuando está a punto de matar a sus oponentes.